# Areas walshiae
Areas walshiae là một loài bướm đêm thuộc phân họ Arctiinae, họ Erebidae.